# Microcoelia megalorrhiza
Microcoelia megalorrhiza är en orkidéart som först beskrevs av Heinrich Gustav Reichenbach, och fick sitt nu gällande namn av Victor Samuel Summerhayes. Microcoelia megalorrhiza ingår i släktet Microcoelia och familjen orkidéer. Inga underarter finns listade i Catalogue of Life.